# Reinhold Schmidt (Verleger)
Reinhold Schmidt (* 1951 bei Münster) ist ein deutscher Unternehmer und Verleger.

## Werdegang
Schmidt wurde  zunächst stellvertretender Geschäftsführer und danach Geschäftsführer einer Krankenkasse. Später gründete er mehrere Unternehmen, u. a. einen Krankenkassenverlag. Er war Autor eines der auflagenstärksten Bücher der deutschen Sozialversicherung, des „Sozialversicherungslexikons“. Später kamen weitere Autoren hinzu, u. a. T. Giehler, S. Allary, R. Bittins. Das Werk ist auch ein Standardwerk in Rechtsdatenbanken zur Sozialversicherung (z. B. im KV-Lex).
Mit dem MBO Verlag, der ca. 150 Mitarbeitern beschäftigte, begründete er auch die damals größte deutsche Rechtsdatenbank (PC-Rechtsbibliothek), die  im Jahre 2000 neben dem deutschen Bundesrecht als einziges Werk auch  alle 16 Landesrechte beinhaltete. Diese verkaufte er 2002 an  LexisNexis. Nachdem er sich aus der Geschäftsführung seiner Unternehmen zurückgezogen hat, kümmert er sich nach eigener Aussage hauptsächlich um seine Projekte in der Entwicklungshilfe und Sozialpolitik.